# 1851 w literaturze
Wydarzenia literackie w 1851 roku.

## Nowe książki
- polskie
  - Promethidion. Rzecz w dwóch dialogach z epilogiem. – Cyprian Kamil Norwid
- zagraniczne
  - Dom o siedmiu szczytach (House of the Seven Gables) – Nathaniel Hawthorne
  - Moby Dick – Herman Melville
  - The Stones of Venice I – John Ruskin

## Urodzili się
- 15 stycznia – Aleksander Moszkowski, niemiecki pisarz i satyryk pochodzenia polsko-żydowskiego (zm. 1934)
- 25 stycznia – Arne Garborg, norweski poeta i tłumacz (zm. 1924)
- 19 lutego – Konrad Prószyński, polski pisarz i wydawca (zm. 1908)
- 20 maja – Icchok Lejb Perec, polski i żydowski pisarz (zm. 1915)
- 21 maja – Stanisław Witkiewicz, polski pisarz, filozof, teoretyk sztuki (zm. 1915)
- 29 czerwca (lub 29 lipca) – Jane Dieulafoy, francuska podróżniczka i pisarka (zm. 1916)
- 23 sierpnia – Alois Jirásek, czeski pisarz i dramaturg (zm. 1930)
- 28 sierpnia – Ivan Tavčar, słoweński pisarz (zm. 1923)
- 16 września – Emilia Pardo Bazán, hiszpańska pisarka (zm. 1921)
- 12 listopada – Eduard Engel, niemiecki historyk literatury, krytyk literacki, pisarz, leksykograf (zm. 1938)

## Zmarli
- 1 lutego – Mary Shelley, pisarka angielska (ur. 1797)
- 14 września – James Fenimore Cooper, amerykański autor powieści przygodowo-awanturniczych (ur. 1789)